# Hadjdji Mirza Djani Kaixani
Hadjdji Mirza Djani Kaixani fou un historiador babi i un dels primers deixebles del Bab.
Va intentar participar en la revolta babi però fou fet presoner i tancat a Amol. Després de l'execució del Bab el 9 de juliol de 1850 va iniciar un llibre sobre la història del moviment, que es va dir Nuktat al-Kaf i és de dicicil compressió i pateix d'exagerada adulació al Bab. Fou després arrestat i executat el 15 de setembre de 1852 junt amb 27 sectaris més.